# Треміс

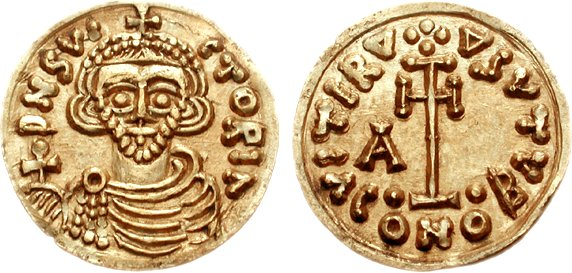
Треміс лангобардського герцога Беневента Арехіза II (758—787)

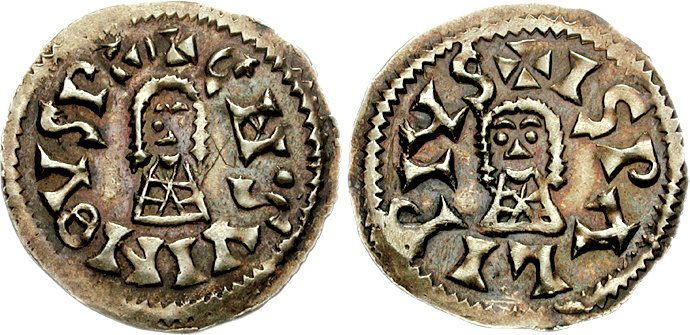
Треміс вестготського короля Хіндасвінта

Треміс (лат. tremissis, tremissus — третина) — золота монета Римської імперії. Почала карбуватися з 383—384 імператором Магном Максимом (383-388). Її вартість — третина соліда. Вага треміса 1/216 римського фунта, тобто 1,51 грама.
На початку 5 століття карбувався у великих кількостях і вводилась у обіг до розпаду імперії в 476 році. Монети були довгий час у обігу і навіть століття пізніше використовувались у державах-наступниках — Вестготів, Лангобардів та Англосаксів.